# Estación de Coatzacoalcos
Coatzacoalcos es una estación de trenes que se encuentra en Coatzacoalcos, Veracruz. La construcción de la nueva estación estuvo a cargo de la Secretaría de Marina, que a su vez subcontrató a una constructora.

## Historia

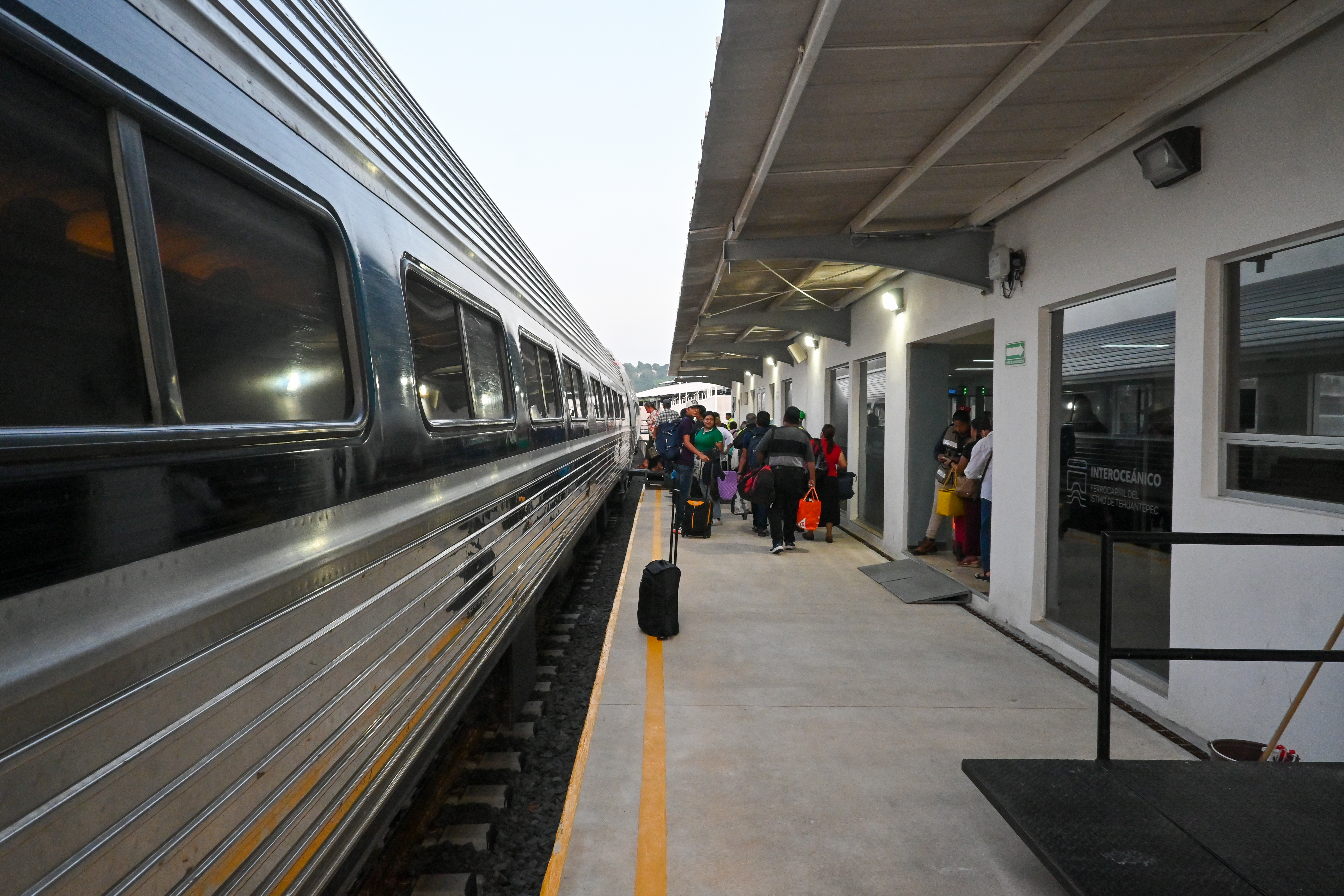
Andén de la estación.

En 2023, habían iniciado los trabajos de construcción de la nueva estación de Coatzacoalcos del Tren Interoceánico. La obra se esperaba que durara más de seis meses y se realizaría en una hectárea del terreno que antes estaba concesionado a Ferrosur. Pero, a pesar de que desde julio de 2023 se había anunciado la construcción de la nueva terminal de pasajeros, esta no se logró concluir para la inauguración del tren interoceánico, el cual se espera inaugurar el 22 de diciembre de 2023.

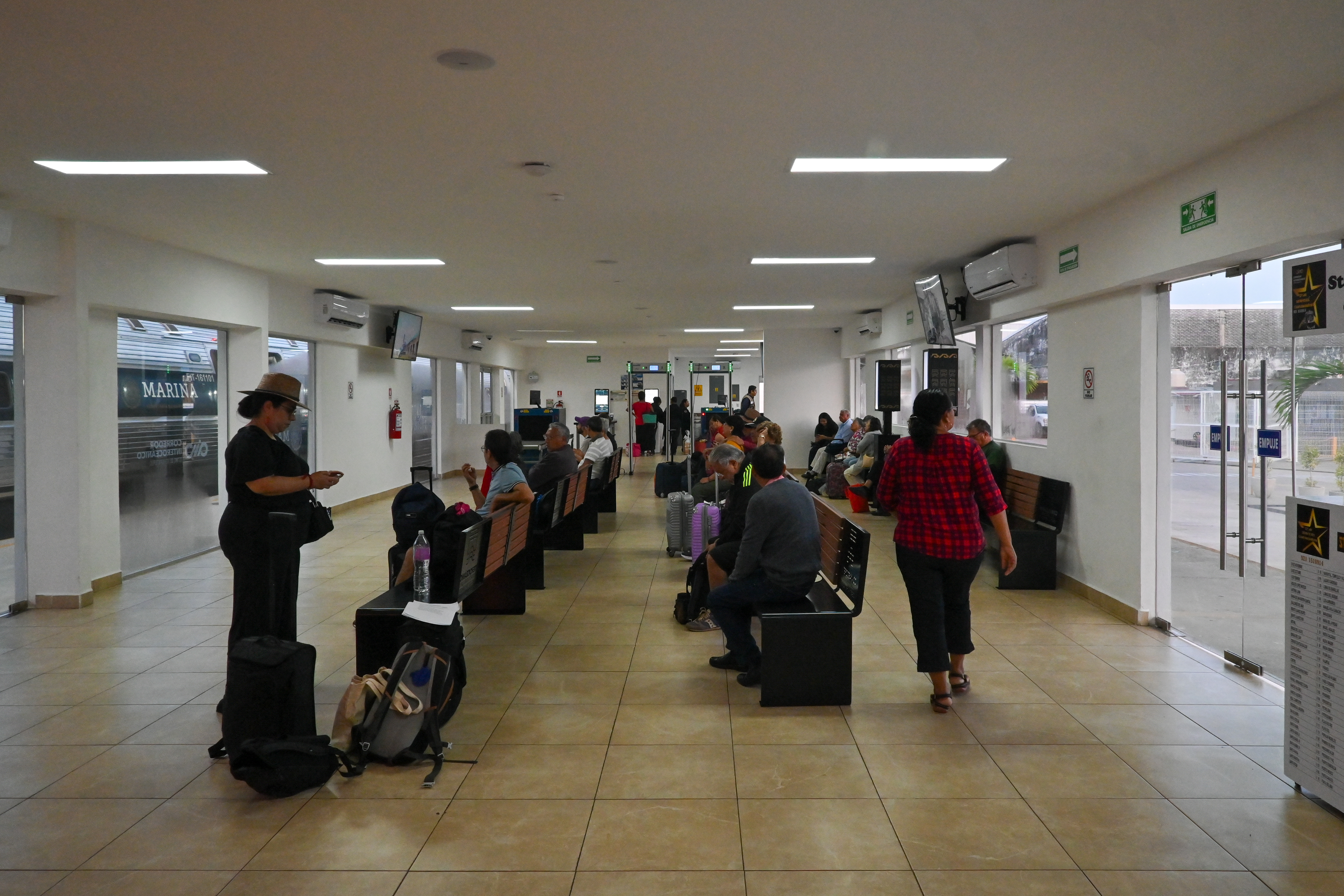
Zona de espera dentro de la estación.

Los atrasos en la construcción de la nueva estación, los cuales se debieron a los cambios en el proyecto, en los cuales no se había contemplado que el suelo era pantanoso, hicieron que a semanas de la inauguración del proyecto, se decidiera usar el antiguo edificio de la estación, que por muchos años fungió como oficinas de Ferrosur, esto para albergar temporalmente la estación del nuevo Tren Interoceánico.